# Rodolfo Falvo
Rodolfo Falvo (Napoli, 7 luglio 1873 – Napoli, 4 dicembre 1937) è stato un musicista italiano.

## Biografia
Nato a Napoli il 7 luglio 1873, dall'ufficiale d'artiglieria Francesco, fu protagonista d'indiscusso rilievo della canzone napoletana, destinato a passare alla storia anche col soprannome Mascagnino, per via della sua somiglianza con il grande musicista livornese Pietro Mascagni.
Dopo la morte prematura del padre fu costretto a impiegarsi presso l'ufficio delle Regie Poste, incarico che abbandonò nel 1898, quando decise di partecipare, come cantante e comico, al café-concert napoletano. Quest'esordio, a causa dello scarso consenso da parte del pubblico, non fu felice e Falvo si dedicò con maggiore impegno all'attività di autore di testi, scrivendo i primi nello stesso anno, intitolati  'A simpaticona e  'A cerenara.
Nel 1904 scrisse una canzone pubblicitaria,  'O liquore Mago; seppe quindi cogliere l'occasione offertagli da Libero Bovio di mettere in musica alcuni suoi versi: dalla collaborazione nacque la sua prima canzone, Napulitana, che ebbe subito un grande successo. Nel 1914 i due comporranno la celebre Guapparia.
A questa prima collaborazione ne seguirono altre con molti poeti come Ferdinando Russo, Ernesto Murolo, Salvatore Di Giacomo, Aniello Califano, E. A. Mario, Luigi Chiarelli, Adolfo Genise, Pasquale Cinquegrana, Gigi Pisano e Francesco Fiore.
Nel 1911 entrò a far parte della casa editoriale tedesca Polyphon Musikwerke, nella quale lavorò fino al 1914, quando, insieme con Bovio, compose, alla vigilia del primo conflitto mondiale, Canzone garibaldina, che la Polyphon rifiutò di pubblicare a causa del chiaro orientamento antiaustriaco. Falvo e Bovio passarono allora alla Casa Editrice La Canzonetta. Il diritto d'autore vigente, ma soprattutto la limitatezza dei supporti audio di ascolto e diffusione dell'epoca, costringevano la stragrande maggioranza dei compositori a cedere agli Editori la totalità dei loro diritti, in cambio di uno stipendio mensile davvero modesto. 
Rodolfo Falvo fu anche organizzatore di alcune delle celebri "Piedigrotta" napoletane, veri e propri festival della canzone, con appassionati sia a Napoli che all'estero. Le copielle delle canzoni erano diffuse sino in Russia e oltre, con le relative traduzioni dei testi.
Il maggiore successo di Rodolfo Falvo è la canzone Dicitencello vuje, scritta nel 1930 su versi di Enzo Fusco. Lanciata da Vittorio Parisi al Teatro Augusteo, è stata ed è oggetto, nel corso degli anni, di numerose altre versioni e reinterpretazioni.
Negli anni trenta fu autore di canzoni per il regime fascista, quali La canzone dell'Africa del 1935.
Falvo venne in seguito licenziato anche da La Canzonetta e il musicista, già malato di cuore, ricevette un duro colpo che ne aggravò la salute fino a portarlo alla morte il 4 dicembre 1937.